# La Tour-du-Crieu
 La Tour-du-Crieu  là một xã ở tỉnh Ariège, thuộc vùng Occitanie ở phía tây nam nước Pháp.